# São Paulo Corporate Towers
São Paulo Corporate Towers são torres gêmeas localizadas na Avenida Presidente Juscelino Kubitschek, na cidade de São Paulo, Brasil. A altura das torres é de 139 metros cada uma, sendo um dos empreendimentos mais altos do país.
Os edifícios foram projetados pelo escritório de arquitetura norte-americano Pelli Clarke Pelli Architects, em parceria com o escritório de arquitetura brasileiro Aflalo & Gasperini Arquitetos, sendo o primeiro responsável pelo projeto e o segundo pelo estudo de viabilidade, tropicalização e desenvolvimento técnico.
O empreendimento é composto por duas torres de escritórios altamente sustentáveis. O desenvolvimento do empreendimento envolveu, ao todo, mais de 50 projetistas, nacionais e internacionais, que harmonizaram cada etapa do edifício de forma a criar um complexo moderno e eficiente, sendo o primeiro empreendimento comercial brasileiro com a pré-certificação LEED Platinum 3.0 Core and Shell.

## Ver Também
- Lista de arranha-céus do Brasil
- Mover Participações
- WTorre Plaza